# Cowboy Bebop (serie de televisión)
Cowboy Bebop es una serie de televisión de streaming de ciencia ficción estadounidense. Es una adaptación de acción en vivo de la serie de anime japonesa Cowboy Bebop. La serie fue desarrollada por André Nemec y Jeff Pinkner, escrita por Christopher Yost, y protagonizada por John Cho, Mustafa Shakir, Daniella Pineda, Alex Hassell y Elena Satine. La primera temporada de la serie se estrenó el 19 de noviembre de 2021 y fue cancelada el 10 de diciembre de ese mismo año tras una única temporada.

## Premisa
La serie se centra en las aventuras de un grupo heterogéneo de cazarrecompensas que persiguen a criminales por toda la galaxia.

## Reparto y personajes

### Principales
- John Cho como Spike Spiegel: un cazarrecompensas nacido en Marte con un historial de actividad violenta de pandillas.
- Mustafa Shakir como Jet Black: el ex-policía cazarrecompensas de Spike que tiene un brazo cibernético de una investigación errónea.
- Daniella Pineda como Faye Valentine: una mujer endeudada por las tarifas de juego excesivas que pasó 54 años en animación suspendida después de un accidente en el transbordador espacial.
- Alex Hassell como Vicious: el némesis de Spike, un gánster hambriento de poder del Red Dragon Crime Syndicate que era socio de Spike antes de su pelea.
- Elena Satine como Julia: una mujer hermosa y misteriosa del pasado de Spike que tiene una historia complicada tanto con él como con Vicious.

### Periódicos
- Geoff Stults como Chalmers: un detective de la Policía del Intra Solar System (ISSP) que es el ex socio de Jet.
- Tamara Tunie como Ana: propietaria de un club de jazz clandestino en Marte que actúa como madre sustituta de Spike.
- Mason Alexander Park como Gren: un músico de jazz que trabaja para Ana, quien también es su mano derecha.
- Rachel House como Mao: un jefe del crimen que lidera la familia "White Tigers" del Syndicate.
- Ann Truong y Hoa Xuande como Shin y Lin: hermanos gemelos empleados como ejecutores de Vicious.

- Además, los personajes Edward "Radical Ed" Wong Hau Pepelu Tivruski IV y Ein también aparecerán en el programa; este último es interpretado por un actor canino que lleva el nombre del personaje.[3]

## Producción

### Desarrollo
El 6 de junio de 2017, se anunció que Tomorrow Studios, una sociedad entre Marty Adelstein y Sunrise Inc., estaba desarrollando una adaptación de acción en vivo estadounidense de la serie para televisión. Christopher Yost está listo para escribir la serie. El 27 de noviembre de 2018, Netflix anunció que la serie de acción en vivo se dirigiría a su servicio de transmisión.

### Casting
El 4 de abril de 2019, Variety informó que John Cho, Mustafa Shakir, Daniella Pineda y Alex Hassell fueron elegidos para los papeles principales como Spike Spiegel, Jet Black, Faye Valentine y Vicious en la serie. El 22 de agosto de 2019, se anunció que Elena Satine fue elegida como Julia. El 19 de noviembre de 2020, Deadline Hollywood informó que Geoff Stults, Tamara Tunie, Mason Alexander Park, Rachel House, Ann Truong y Hoa Xuande fueron elegidos como Chalmers, Ana, Gren, Mao, Shin y Lin.

### Rodaje
Al principio de la filmación, la producción se cerró en octubre de 2019 debido a la lesión de rodilla de Cho, lo que retrasó la producción en más de medio año. Sin embargo, Netflix decidió no volver a emitir Cho para terminar la filmación a tiempo. El 17 de abril de 2020, se proporcionaron más noticias sobre el proyecto, que los episodios tendrían una duración de una hora, lo que permitiría una narración más profunda, y se señaló el guion de la segunda temporada. El 19 de mayo de 2020, mientras realizaba una entrevista con SyFy Wire, Adelstein reveló que actualmente hay tres episodios terminados y que filmaron al menos seis episodios antes de la lesión de rodilla de Cho. Durante la misma entrevista se reveló que Shinichirō Watanabe, el director de la serie de anime, estaría involucrado con la serie como consultor creativo. La producción se reanudó el 30 de septiembre de 2020, después de que el gobierno de Nueva Zelanda diera luz verde para continuar luego del cierre del COVID-19 en la nación. La filmación concluyó oficialmente el 15 de marzo de 2021.

## Mercadotecnia
Netflix lanzó un primer vistazo en octubre de 2019 desde el punto de vista de Ein mostrando algunos sets y el elenco principal. También usó música de la serie original y la frase de marca registrada "See You Space Cowboy ...".
El 19 de octubre Netflix lanzó un adelanto de 3 minutos, el cual muestra lo que se vería en un pequeño fragmento en algún episodio de la primera temporada.

### Lanzamiento
El programa originalmente estaba programado para lanzarse en 2020, pero se retrasó debido a la lesión de Cho y la pandemia de COVID-19. Está previsto que se estrene el 19 de noviembre de 2021.